# Bradya dilatata
Bradya dilatata är en kräftdjursart som beskrevs av Georg Ossian Sars 1904. Bradya dilatata ingår i släktet Bradya och familjen Ectinosomatidae. Inga underarter finns listade i Catalogue of Life.